# Hypoxis fischeri
Hypoxis fischeri är en enhjärtbladig växtart som beskrevs av Ferdinand Albin Pax. Hypoxis fischeri ingår i släktet Hypoxis och familjen Hypoxidaceae.

## Underarter
Arten delas in i följande underarter:
- H. f. colliculata
- H. f. fischeri
- H. f. hockii
- H. f. katangensis
- H. f. zernyi